# Tony Gallopin
Tony Gallopin (født 24. maj 1988 i Dourdan) er en fransk forhenværende professionel cykelrytter og nu sportsdirektør på Lotto.